# Équipe de Suisse de football en 1972
Cet article présente les résultats de l'équipe de Suisse de football lors de l'année 1972.

## Bilan
|           | Nombre de matchs | Victoires | Défaites | Matchs nuls | Buts marqués | Buts encaissés |
| Domicile  | 2                | 0         | 0        | 2           | 1            | 1              |
| Extérieur | 3                | 0         | 1        | 2           | 2            | 6              |
| Neutre    | 0                | 0         | 0        | 0           | 0            | 0              |
| Total     | 5                | 0         | 1        | 4           | 3            | 7              |

## Matchs et résultats
| Match amical                              | Suisse       | 1 - 1   | Suède    | Les Charmilles, Genève                             |                                                    |
| 26 avril 1972 · Historique des rencontres | Blättler 78e | (0 - 0) | 75e Hult | Spectateurs : 15 000 Arbitrage : Leo van der Kroft | Spectateurs : 15 000 Arbitrage : Leo van der Kroft |
| 26 avril 1972 · Historique des rencontres | Rapport      |         |          | Spectateurs : 15 000 Arbitrage : Leo van der Kroft | Spectateurs : 15 000 Arbitrage : Leo van der Kroft |

| Match amical                            | Pologne | 0 - 0 | Suisse | Stade du 22-juillet, Poznań                    |                                                |
| 10 mai 1972 · Historique des rencontres |         |       |        | Spectateurs : 35 000 Arbitrage : Rudi Glöckner | Spectateurs : 35 000 Arbitrage : Rudi Glöckner |
| 10 mai 1972 · Historique des rencontres | Rapport |       |        | Spectateurs : 35 000 Arbitrage : Rudi Glöckner | Spectateurs : 35 000 Arbitrage : Rudi Glöckner |

| Match amical                               | Danemark  | 1 - 1   | Suisse     | Idrætsparken, Copenhague                             |                                                      |
| 4 octobre 1972 · Historique des rencontres | Olsen 20e | (1 - 1) | 16e Balmer | Spectateurs : 13 000 Arbitrage : Gerhard Schulenburg | Spectateurs : 13 000 Arbitrage : Gerhard Schulenburg |
| 4 octobre 1972 · Historique des rencontres | Rapport   |         |            | Spectateurs : 13 000 Arbitrage : Gerhard Schulenburg | Spectateurs : 13 000 Arbitrage : Gerhard Schulenburg |

| Éliminatoires CM 1974                               | Suisse  | 0 - 0 | Italie | Wankdorf, Berne                                   |                                                   |
| 21 octobre 1972 · 19h00 · Historique des rencontres |         |       |        | Spectateurs : 57 000 Arbitrage : Kurt Tschenscher | Spectateurs : 57 000 Arbitrage : Kurt Tschenscher |
| 21 octobre 1972 · 19h00 · Historique des rencontres | Rapport |       |        | Spectateurs : 57 000 Arbitrage : Kurt Tschenscher | Spectateurs : 57 000 Arbitrage : Kurt Tschenscher |

| Match amical                                 | Allemagne de l'Ouest                | 5 - 1   | Suisse     | Rheinstadion, Düsseldorf                           |                                                    |
| 15 novembre 1972 · Historique des rencontres | Müller 23e 30e 47e 77e · Netzer 51e | (2 - 0) | 83e Künzli | Spectateurs : 70 387 Arbitrage : Leo van der Kroft | Spectateurs : 70 387 Arbitrage : Leo van der Kroft |
| 15 novembre 1972 · Historique des rencontres | Rapport                             |         |            | Spectateurs : 70 387 Arbitrage : Leo van der Kroft | Spectateurs : 70 387 Arbitrage : Leo van der Kroft |